# Architecture néo-soudanaise

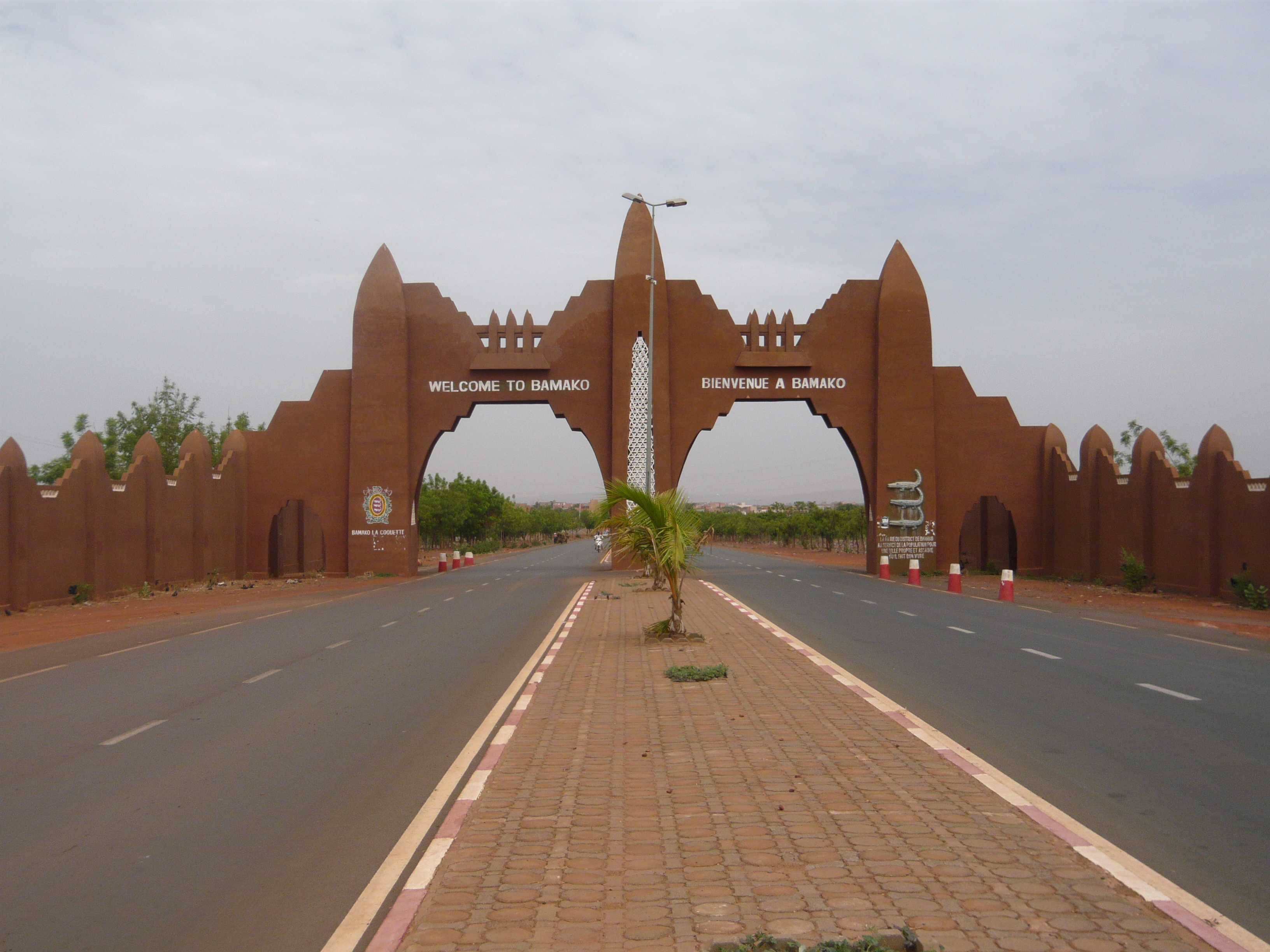
Arche d'entrée de Bamako, au Mali, depuis l'aéroport.

L'architecture néo-soudanaise est un mouvement architectural ouest-africain né de la rencontre de l'architecture traditionnelle en terre crue, dite architecture soudanaise, et de l'architecture moderne.

## Histoire
L'architecture néo-soudanais s'est développée en Afrique de l'ouest, dans la région correspondant au Soudan français. Ce type architectural reprend un certain nombre d'éléments caractéristiques de l'architecture soudanaise (pilastres, toit en terrasse, etc.). S'y ajoutent des caractéristiques occidentales typiques des constructions coloniales (utilisation de nouveaux matériaux comme le ciment ou bien élément structurels comme des vérandas, couloirs, etc.),,.
Un des exemples les plus majestueux est le marché central de Bamako, appelé "marché rose", présentant de grandes similitudes avec la grande mosquée de Djenné.
Depuis quelques années, un renouveau de l'architecture néo-soudanaise a lieu, particulièrement à Bamako, avec la construction de bâtiments très modernes comme la tour de la BCEAO.

Exemples d'architecture
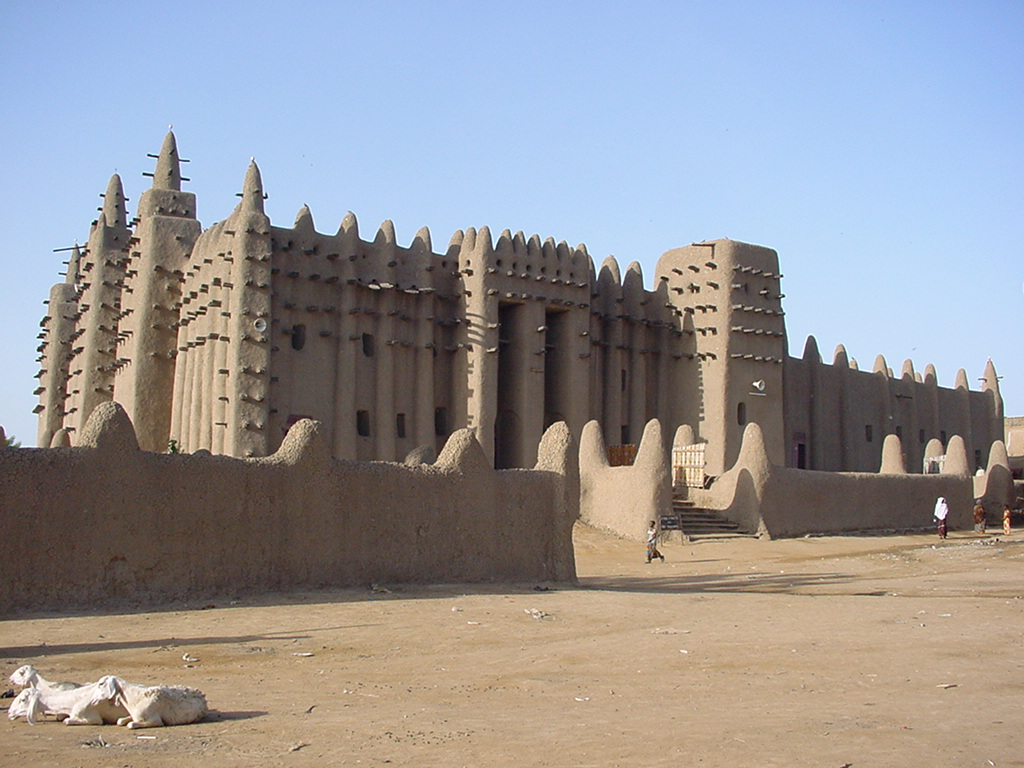
Grande mosquée de Djenné (Mali).
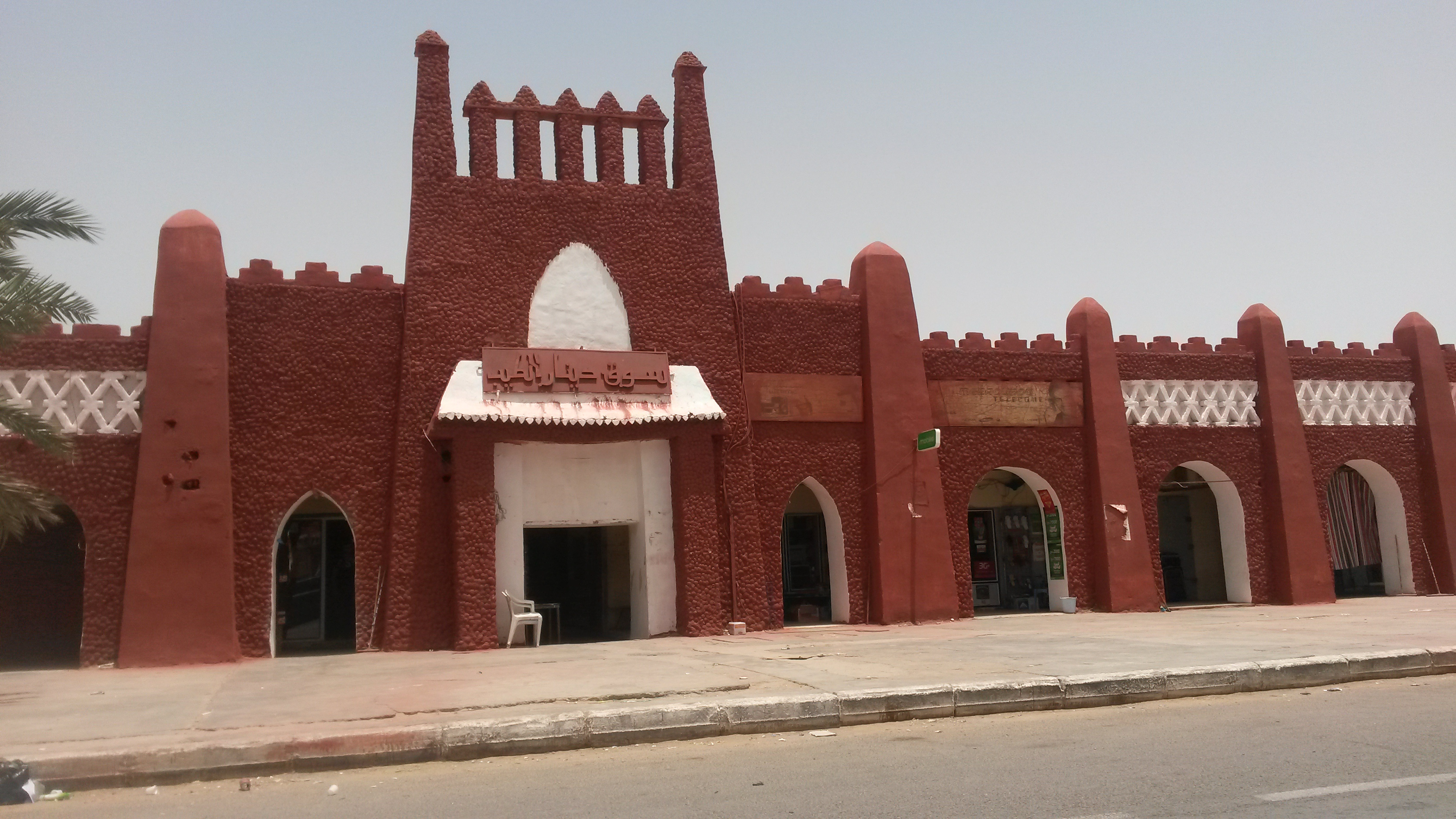
Marché Dinar Tayeb, Adrar (Algérie).
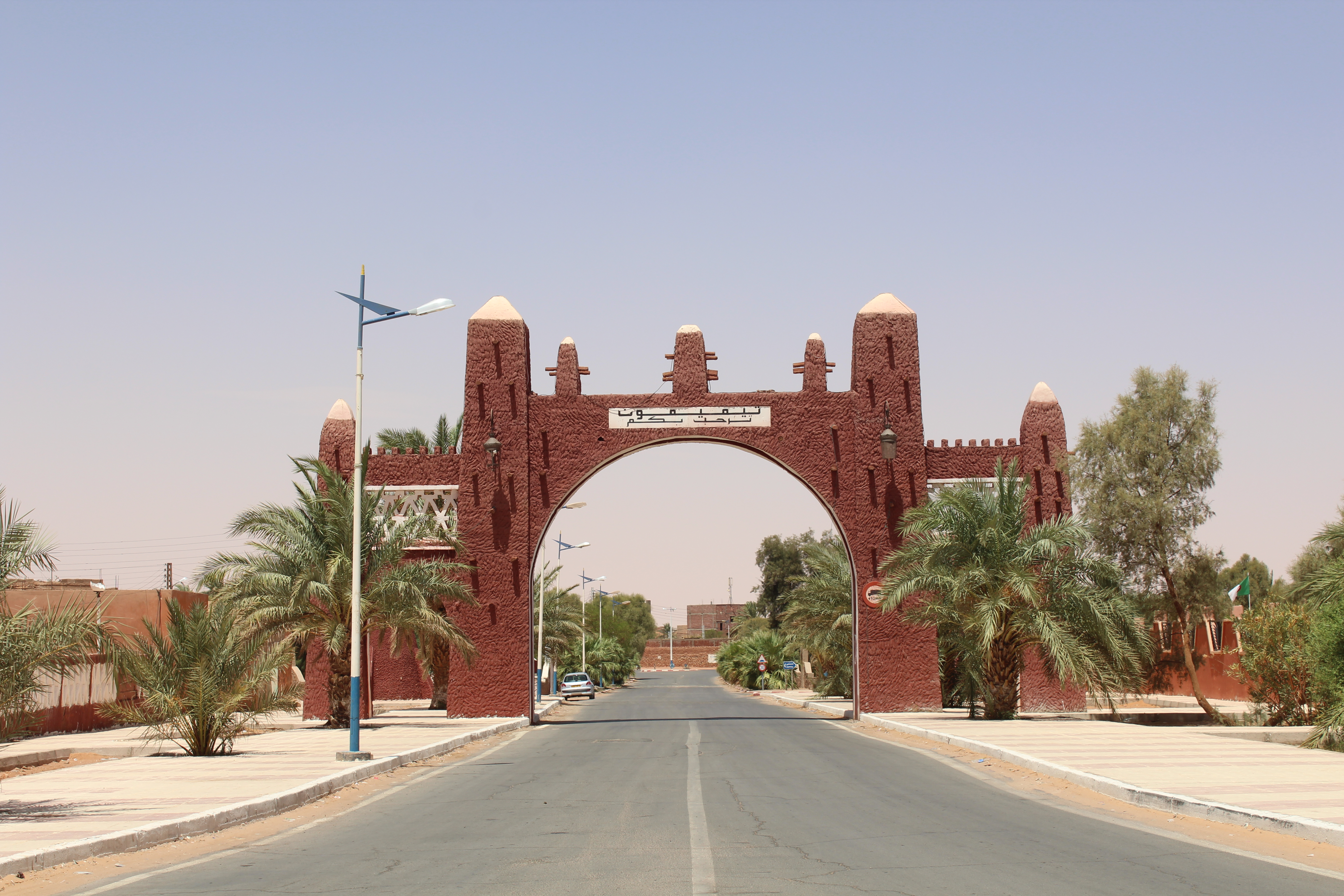
Porte de la ville de Timimoun (Algérie).
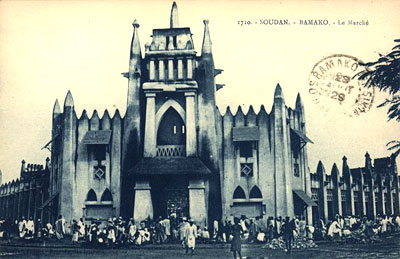
Portique d'entrée du Marché rose de Bamako (carte postale, 1929).

## Témoins représentatifs

### Architecture civile
- la grande place de la ville d'Adrar, sud de l'Algérie.
- le musée Théodore-Monod d'art africain à Dakar au Sénégal.
- la gare de Bobo-Dioulasso au Burkina Faso ouverte en 1934.
- le palais de Kosyam à Ouagadougou au Burkina Faso, résidence présidentielle, inauguré en 2006.
- le musée saharien de Ouargla à Ouargla en Algérie.
- la tour de la BCEAO à Bamako au Mali.

### Architecture religieuse
- Mosquée de Kong dans le Nord de la Côte d'Ivoire
- Grande mosquée de Djenné
- Mosquée d'Agadez au Niger